# Izquierda caviar

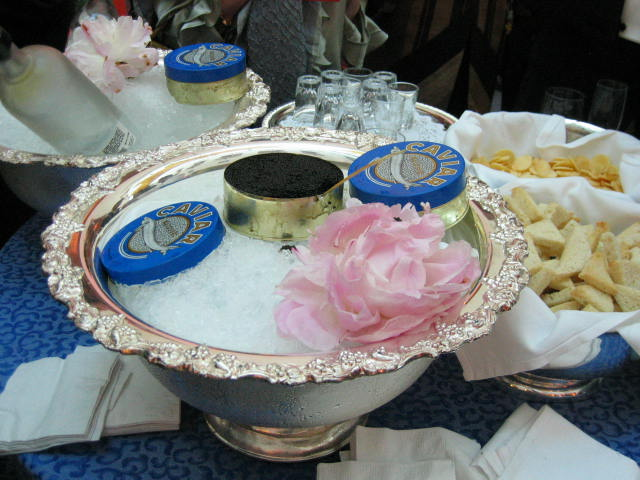
Caviar del pez esturión es, generalmente por su poca producción y gran demanda, un producto de lujo y exclusivo.

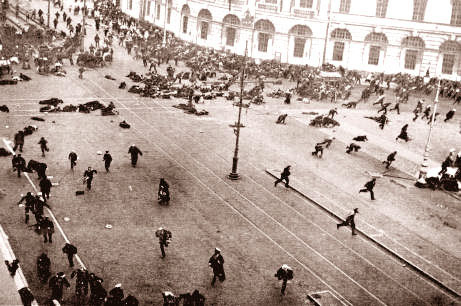
Dispersión de una muchedumbre reunida en la Nevsky Prospekt de Petrogrado, Imperio Ruso, julio de 1917.

Izquierda caviar es una expresión política de uso coloquial utilizada para referirse a quienes proclaman tener convicciones de izquierda mientras llevan una vida acomodada y con ciertos lujos, o que sus posturas son ambiguas y que carecen de compromiso serio con la acción política. En ocasiones, también es usado el término contra aquellas personas de izquierda que presumen posturas enteramente intelectuales sin compromiso real o contra aquellos quienes se identifican con una izquierda reformista alejada de asuntos de clase o anticapitalistas en sí. Por extensión, en algunos países se aplica el calificativo caviares, para referirse a las personas consideradas pertenecientes a la izquierda caviar. El término es principalmente utilizado por la misma izquierda para cuestionar actitudes contradictorias o reformistas de ciertos personajes de la vida política. 
Tiene sus equivalentes en otros países e idiomas, por ejemplo en el Reino Unido utilizan champagne socialists y en Estados Unidos, Tom Wolfe los llamó radical chic, en Brasil la esquerda Ballantine's (por el whiskey Ballantine's) o socialistas de IPhone («socialistas con IPhone», debido a los altos precios del smartphone en dicho país), y en Chile, el red set.
 En Argentina, es común la expresión en este sentido de «zurdos con OSDE».

## Origen del término
Esta expresión es un neologismo político que data de los años 1980, utilizado a menudo por los detractores de François Mitterrand, y que designa una corriente dentro de la izquierda francesa, generalmente dentro del Partido Socialista o en sus márgenes (simpatizantes).
El uso de gauche caviar fue habitual por parte de críticos al presidente socialista de François Mitterrand. El término contestatario aparece en 1988, tras la carta de 30 hojas que publicó Mitterrand en abril, en el panfleto Carta abierta a la generación Mitterrand que marcha al lado de sus pompas de Thierry Pfister, un periodista de izquierdas desencantado con la política del presidente francés. Describe así la situación: «La tecnocracia que nos gobierna a la sombra de un monarca que envejece, absorbido por la contemplación de sí mismo, emparenta más la realidad francesa con el crepúsculo de un franquismo manipulado por el Opus Dei que con el alba de una democracia revivificada».

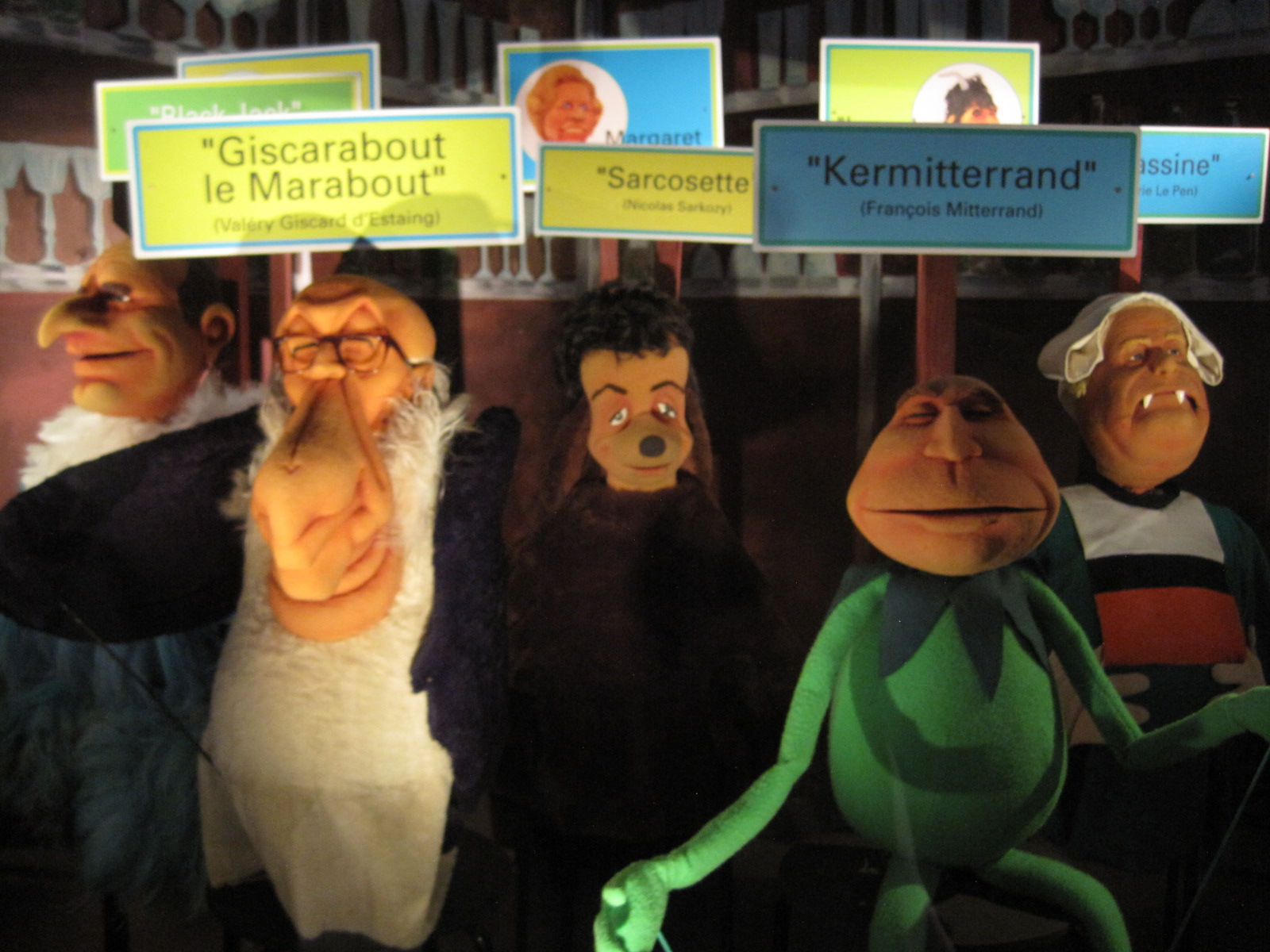
Le Bébête show fue un programa de televisión de marionetas satírico con la política francesa en la presidencia de Mitterrand, con otros personajes como Chirac, Giscard o Sarkozy.

En España el término se importa y aparece en diciembre de 1988 en el diario Cambio 16: «Izquierda caviar que tras haberse considerado heredera de la revolución del 17 hoy ya no soporta de Rusia más que los huevos de esturión salados».
En 2006 vuelve a aparecer el término en Francia de «gauche caviar», tras la publicación del libro Historia de la izquierda caviar —en francés Histoire de la gauche caviar— de Laurent Joffrin, director de redacción de Le Nouvel Observateur tras la corrupción, el fracaso del Tratado de Constitución para Europa, la guerra de Irak o Afganistán.
La etiqueta en francés gauche champagne, o izquierda champán, surge como crítica de proponer frecuentes brindis por los socialistas famosos con champán, una bebida destinada en teoría para celebraciones especiales. En 1855, el socialista ruso Aleksandr Herzen escribe el ensayo Desde la otra orilla en 1848, el año de las fallidas revoluciones europeas, donde criticaba el abandono de los ideales radicales de la revolución francesa de 1789: «Son ellos, nadie más, los que se están muriendo de frío y de hambre... mientras tú y yo en nuestras habitaciones de la primera planta estamos charlando acerca del socialismo tomando pasteles y champán».
Se ha asociado a la expresión burguesía bohemia (con el acrónimo BoBo, del francés bourgeois bohème) que se puso de moda en París el verano de 2000 para referirse principalmente a los jóvenes que mezclan en sus compras artículos baratos y caros.

## Uso del concepto en otros lugares

### Argentina
En Argentina se usan los términos «progre-caviar», «zurdo con OSDE» o «zurdo con iPhone». La referencia a OSDE (un tipo de obra social) es que ésta ofrece planes de medicina privada con cuotas particularmente elevadas y con mayor nivel de prestaciones, mientras que el iPhone, debido a su avanzada tecnología y precio, se considera un bien de lujo. Estos términos suelen usarse para referirse a los políticos que pertenecen al Frente de Izquierda y de Trabajadores - Unidad y al Nuevo Movimiento al Socialismo.

### Brasil
En Brasil se emplea el término esquerda Ballantine's («izquierda Ballantine's») de una manera análoga. Debido a las restricciones a la importación durante la dictadura militar brasileña este producto se equiparó con el caviar al ser producido en el extranjero y por tanto, caro y sujeto a aranceles. También es común el uso de esquerda festiva («izquierda festiva») con similares connotaciones. Hoy en día suele utilizarse para referirse a los dirigentes del Partido de los Trabajadores.

### Chile
En Chile se usa el término red set (parodia del término jet set) o whisquierda para referirse a lo que, en otras partes, se denomina con izquierda caviar. Esta expresión hace referencia directa a políticos de la izquierda, que a pesar de su origen socioeconómico alto, profesan políticas de izquierda radicales e incluso sus críticas más ácidas son dirigidas a gente de su mismo origen. De forma similar en el último tiempo ha surgido el término cuico progre, debido a que cuico es un término para referirse a las personas de clase alto o media alta y progre viene de la palabra progresista. También se ha utilizado el término ñuñoino para referirse a la población joven santiaguina de clase media alta y alta que defienden ideas progresistas modernas o que adhieren a políticas identitarias de izquierda. 
El término contrario, es decir, personas de clase baja o clase media baja afines a las ideas de derecha política son llamados fachos pobres o fascistas pobres, para los migrantes venezolanos que huían del país existe una variante, son llamados peyorativamente venefachos.

### Colombia
En Colombia, desde la década de los setenta, se ha empleado el término «social bacanería» para referirse a los militantes de izquierda de origen socioeconómico alto que mantienen posiciones políticas moderadas, alejadas de la lucha armada y más cercanas a la socialdemocracia, palabra de la cual deriva este término. Este término ha tenido dos acepciones, según la use la derecha o la izquierda. En 2007, Álvaro Uribe Vélez, entonces presidente de Colombia, empleó la expresión «social bacanería», en alusión a un eventual sucesor de izquierdas. Asimismo, también empleó esta expresión para referirse a los sectores que «(...) abrazaron el apoyo al terrorismo, la indulgencia frente al terrorismo, por frivolidad (...). Simplemente (...) porque se creía que eso daba estatus social. Entonces, apoyar el terrorismo era como la posición in» José Obdulio Gaviria, entonces asesor presidencial de Uribe Vélez, menciona, en entrevista con El Tiempo, que «ese término fue muy común en los 70, cuando el Presidente estudiaba en la Universidad de Antioquia. Se hablaba de los irresponsables de los clubes, que combinaban billetera muy espesa con carreta maoísta o elena»
Para la izquierda, en cambio, el término «social bacanería» no resulta despectivo e incluye a los militantes políticos que manifiesten gusto por la fiesta y compromiso social, independientemente de su posición socioeconómica. El escritor Manuel Hernández Benavides sostiene que el significado del término «social bacanería» para los militantes de izquierda, especialmente antiguos miembros del M-19, es diferente al que Álvaro Uribe Vélez ha empleado:

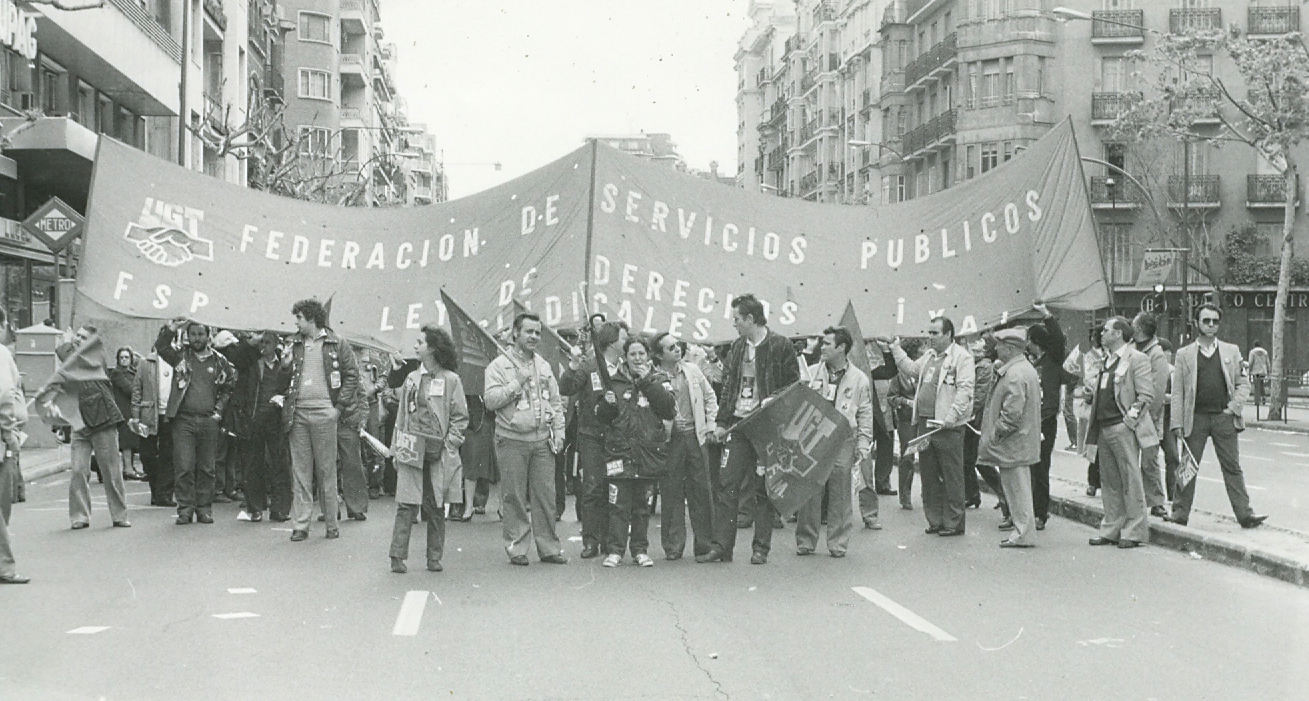
Manifestación de empleados públicos en Madrid convocada por el sindicato UGT en 1982.

"Si se descompone etimológicamente, social es que le gustan las fiestas y le preocupa la sociedad; bacano, que nació con la salsa y que sigue siendo una buena persona. Uribe tacó burro, porque la acepción es muy agradable. No veo como se pueda satanizar"
Manuel Hernández Benavides

### España
En la década de los sesenta y setenta en Barcelona se originó el grupo de intelectuales gauche divine ligado al movimiento cinematográfico denominado Escuela de Barcelona. Entre ellos se encontraban escritores y poetas como Félix de Azúa, José María Carandell, Ana María Moix, Terenci Moix, Jaime Gil de Biedma, José Agustín Goytisolo y Rosa Regàs, arquitectos y diseñadores como Óscar Tusquets, Ricardo Bofill, Oriol Bohigas y Elsa Peretti, cantantes como Guillermina Motta, Raimon y Serrat, fotógrafos como Colita o Xavier Miserachs y Oriol Maspons modelos como Teresa Gimpera o Isabel Gil Moreno de Mora, conocida como «Belle Bel» o «La niña Isabel» y considerada musa del grupo, editores como Jorge Herralde, Esther Tusquets o Beatriz de Moura, gente del mundo del cine como Gonzalo Herralde e integrantes de la Escuela de Barcelona como Gonzalo Suárez, Román Gubern y Vicente Aranda y otros como El Perich, Oriol Regàs, Eugenio Trías y Serena Vergano.
Durante los años 1980, en España se utilizó el término beautiful people para referirse a personas ligadas al Partido Socialista y favorables a una economía de mercado libre, como el entonces ministro Miguel Boyer.

### Perú

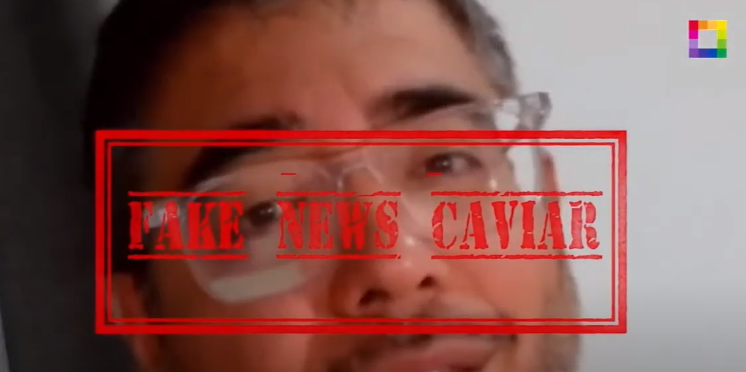
El término «caviar» es recurrente en algunos medios de comunicación como Willax Televisión. En esta imagen del programa Contracorriente, se cita un fragmento del periodista Marco Sifuentes, de la La Encerrona, y sugiere que las opiniones del periodista contradicen la narrativa conservadora predominante en Perú, por lo que son etiquetadas de «fake news».

La expresión «mafia caviar», simplemente llamada «caviar», es un término peyorativo utilizado en la política de Perú desde inicios del siglo XXI. En su sentido inicial, la expresión «caviar» fue empleada por algunos periodistas para referirse a los simpatizantes de izquierda burguesa que emergieron durante el gobierno de Juan Velasco Alvarado.  Sin embargo, el periodista Juan Gargurevich sostiene que el término ya se utilizaba a mediados del siglo XX con un sentido crítico hacia las personas que adoptaban ideas sociales liberales de forma superficial, una situación similar a la que se atribuye a la llamada «izquierda caviar».
Tras la llegada de Valentín Paniagua, y en consonancia con movimientos progresistas como el antifujimorismo, el término peyorativo se consolidó en el imaginario colectivo peruano como una forma de identificar a Paniagua y otros partidarios de ideas liberales y progresistas. Por lo que el calificativo «caviar» atribuye a una teoría de conspiración de intelectuales, ONG pro derechos humanos, medios de comunicación y políticos, para controlar el gobierno e impulsar una «agenda» de corte progresista en el Perú. Este término ha sido utilizado por políticos populistas tanto de derecha como de izquierda y afines a las corrientes conservadoras modernas (véase también neoliberalismo en el Perú) o de izquierda no progresista. Este imaginario tuvo un gran impacto mediático y se convirtió en un tema de debate en el ámbito político.
El término también ha sido recurrente en medios de comunicación como PBO Radio y el canal Willax, que destaca por sus programas de opinión como La hora caviar con Mariátegui y Beto a saber. Este peyorativo representa una manifestación local del concepto de «marxismo cultural», término también empleado en el país para designar fenómenos similares.

### Venezuela
En Venezuela se emplea el término «boliburguesía» que denota a aquellas persona que por medios del Gobierno Venezolano, autoproclamado socialista, han logrado amasar grandes fortunas por medios fraudulentos o de dudosa procedencia. También se les denomina «bolichicos», que quiere decir «nuevos ricos bolivarianos». Aunque realmente los llamados «boliburgueses» o «bolichicos» no tengan nada que ver con el concepto, sino más bien con el del «vivo criollo» ya conocido en Venezuela durante la llamada «Cuarta República» y la llamada cultura «adeca» del «pónganme en donde haiga» que con el cambio de régimen simple y llanamente han mutado de color.
El concepto de «izquierda de cafetín» o «izquierda exquisita», muy en boga durante las décadas de los ochenta y noventa, tiene una relación bastante más directa con el concepto de «izquierda caviar» que el de «bolichico». Fueron conocidos de esa forma, ya que los mismos solían reunirse, por ejemplo, en los cafés de la céntrica zona caraqueña de Sabana Grande.
Sin embargo, por una parte, este concepto se suele usar en la actualidad contra aquellos izquierdistas acusados de «puristas» al no apoyar al chavismo o contra aquellos chavistas que no apoyan la Administración de Nicolás Maduro. De hecho, Nicolás Maduro ha denominado a la izquierda que se le opone como «izquierda trasnochada» o «trasnochados de izquierda», describiéndolos de la siguiente forma:

Pequeños burgueses vacilantes que quieren confundir al pueblo, bueno, se verán conmigo de frente donde tenga que verme con ellos, con los vacilantes, con los desleales o los que quieren con ropaje de izquierda tratar de confundir, lo que no hicieron jamás cuando fueron ministros y fracasaron toditos.
Nicolás Maduro

Por otra parte, también se ha usado el término «izquierda caviar» para describir a aquellos izquierdistas, sobre todo extranjeros, que apoyan al Gobierno chavista en una especie de «solidaridad automática» haciendo caso omiso a las dificultades que afronta la población venezolana frente a los privilegios que goza la élite chavista. Asimismo, Óscar Figuera, secretario general del Partido Comunista de Venezuela, ha respondido que no se sintió aludido cuando Nicolás Maduro los categorizó como parte de la izquierda exquisita y expresó que en cambio «los de izquierda exquisita son quienes están construyendo resorts en Los Roques, los que van al casino del Humboldt y hablan de socialismo y revolución».